# Vu Dzetjan
Vu Dzetjan (poenostavljeno kitajsko 武则天, tradicionalno kitajsko 武則天, pinjin Wǔ Zétiān) ali Vu Hou z osebnim imenom Vu Džao je bila prva in edina cesarica v zgodovini Kitajske in od leta 665 do 705  dejanska vladarica dinastije Tang, * 17. februar 624, Lidžov, Dinastija Tang, † 16. december 705, Luojang, dinastija Tang.
Vu Dzetjan 武则天, z rojstnim imenom Mei 媚in kasneje bolj znanim Džao照, je bila sprva le konkubina na dvoru cesarja Tajdzonga in kasneje njegovega sina Gaodzonga. Ker pa je imela veliko politično moč, ji je uspelo odstraniti vse sebi nasprotujoče, se oklicati za cesarja in ustanoviti novo dinastijo. Vu Dzetjan se je izkazala kot izjemno močna in sposobna vladarica, tako politično kot vojaško. Bila je zaprisežena budistka in tako pripomogla k hitremu razvoju budizma na Kitajskem. Spomladi leta 705 se je cesarici zdravje močno poslabšalo, pod prisilo je predala prestol regentu Li Šjanu in decembra istega leta umrla.

## Vu Dzetjan

### Rojstvo in družina
Vu Dzetjan (武则天), z rojstnim imenom Mej (媚) in kasneje bolj znanim imenom Džao (照), je bila rojena 17. februarja 624, najverjetneje v prefekturi Lidžov, v sedanji Južni Koreji. Njen oče Vu Šijue (武士彠) je prihajal iz ugledne aristokratske družine in bil zaveznik ustanovitelja dinastije Tang. Skozi vse svoje življenje je imel enega vodilnih mest v vojaških državnih službah. Njena mati Gospa Jang je bila članica cesarske družine Sui (隋).
Vu Dzetjan je imela 4 sinove in 2 hčere. Prvi je bil Li Hong (李弘), rojen leta 652 s posmrtnim imenom cesar Šjaodžing. Drugorojeni Li Šjan (李賢) je bil rojen leta 653, ki je kasneje dobil naziv princa Džuanghuaj. Tretji je bil leta 655 rojeni Li Šjan (李顯), najmlajši od sinov pa je bil leta 662 rojeni Li Dan (李旦). Vu Dzetjan je imela še dve hčeri in sicer princeso Tajping 太平 in princeso, katere imena se ne ve.

### Vzpon
Vu Dzetjan je postala Tajdzongova konkubina leta 638. Leta 649 je Tajdzong umrl in tako kot je veljalo za vse konkubine, je tudi ona odšla v budistični samostan. Po približno dveh letih je novi cesar, Tajdzongov sin Gaodzong, zahteval njeno vrnitev na dvor. Sprva je bila le njegova konkubina, po petih letih truda pa je dosegla poroko z njim. Takoj po poroki je Vu Dzetjan začela odstranjevati uradnike, ki ji niso bili po godu in so nasprotovali njenemu vladanju. Cesarja je leta 660 zadela manjša kap in Vu Dzetjan mu je sprva pomagala pri vladanju, kasneje pa prevzela vse državniške posle. 
Po cesarjevi smrti je prevzel nasledstvo najstarejši sin, princ Šjaodžing. Ko je Šjaodžing začel izvajati ideje, ki njegovi materi in cesarici Vu niso bile najbolj po godu, je nenadoma umrl. Nasledil ga je mlajši brat, princ Džuanghuaj. Vu Dzetjan ga je obtožila načrtovanja upora in zarote ter ga izgnala, Džuanghuaj je kasneje naredil samomor. Nasledil ga je Li Šjan, znan tudi kot cesar Džongdzong. Džongdzonga je Vu Dzetjan že po šestih tednih odstavila in sicer ko je skušal za kanclerja postaviti ženinega očeta. Tako je prišel na prestol najmlajši sin Li Dan, ki je tako dobil naziv cesarja Ruidzonga, vendar tudi njegovo vladanje ni trajalo zelo dolgo, saj se je pod prisilo svoje matere prestolu odpovedal.

### Vladanje
Vu Dzetjan se je izkazala kot izredno močna in sposobna vladarica. Začasa njene vladavine so bile razmere v državi spet stabilne in politični vpliv aristokracije se je zmanjšal, saj ni bila preveč zaupljiva do uradnikov iz pomembnih, vplivnih družin. Profesionalizem državnega aparata se je okrepil, saj je Vu Dzetjan podpirala kvalificiranje uradnikov na podlagi državniških izpitov in ne na podlagi vez in poznanstev. 
Leta 690 je razglasila novo dinastijo Džov in se oklicala za cesarja. Tako je postala prva cesarica v zgodovini Kitajske.
Cesarica Vu je bila zaprisežena budistka in ravno začasa njene vladavine je budizem na Kitajskem doživel razcvet. Da bi uveljavila svoje vladanje tudi v religioznem smislu, je začela širiti sutre, kjer je bilo prerokovano, da bo reinkarnacija  Bude ženska, monarhinja, ki bo pregnala bolezen, vojno in nesreče iz celega sveta. Njeno vladanje je močno vplivalo na položaj žensk v tedanji Kitajski. Ženske so se lahko izobraževale in celo v umetnosti so lahko uspele. Tak položaj žensk se je ohranil še dolgo po cesarični smrti, približno sto let.
Vladala je 15 let, do leta 705, ko je nekaj uradnikov iz strahu, da ne bi prišlo po njeni smrti do nasledstvene krize, izvedlo državni udar. Na so prestol postavili njenega in Gaodzongovega sina Džongdzonga in tako obnovili dinastijo Tang.

### Vu Dzetjan v literaturi
Večina leposlovne literature o Vu Dzetjan je v tujih jezikih, prav tako kot tudi strokovne literature o njenem življenju in vladanju. Primeri leposlovne literature: 
- Dora Šufang Djen je napisala Empress Wu Zetian in Fiction and in History: Female Defiance in Confucian China, (Nova Publishing, 2003), kjer raziskuje življenje cesarice Vu Dzetjan in kako so ženske našle poti, kako sodelovati v javnem življenju, kljub socialnim oviram tradicionalne ureditve na Kitajskem. 
- Jonathan Clements je napisal Wu: The Chinese Empress Who Schemed, Seduced and Murdered Her Way to Become a Living God (2007). 
- Znana francoska pisateljica Šan Sa, ki se je rodila v Pekingu, je napisala biografski roman v francoščini »Impératrice«, ki ga najdemo tudi v slovenskem prevodu »Cesarica«. Preveden je tudi v japonščino kot Jotei: Waga na wa Sokuten Bukō 女帝: わが名は則天武后 (“Ženska cesar: Moje ime je cesarica Vu Dzetjan). 
- Domišljijska Vu Dzetjan se pojavi tudi v romanu kriminalki Eleanor Cooney in Daniela Alterija “Deception: A Novel of Mystery and Madness in Ancient China". 
- Lin Jutang napiše “Lady Wu”, kjer združi podrobno raziskovanje zgodovinskih podatkov in pripovedništvo, da poveže čutno zloben portret ženske cesarja. 
- Lydia Kwa je napisala roman »the Walking Boy« leta 2005 v Kanadi pri založbi Key Porter Books. 

## Druga dinastija Džov 周
Ko je cesarica Vu leta 690 uradno zasedla prestol, je oklicala novo dinastijo Druga dinastija Džov, ki je nato trajala do cesaričinega odstopa leta 705. Druga dinastija Džov je tako za 15 let prekinila dinastijo Tang, ki se je nato zopet obnovila. Obdobje prekinitve se deli na Vu Dzetjanino zgodnjo, srednjo in pozno vlado.

### Zgodnja vlada
Kmalu potem, ko je Vu Dzetjan zasedla prestol, je povzdignila status budizma nad daoizmom in vero uradno podprla z grajenjem tako imenovanih Dajun templjev 大雲寺 v vsaki prefekturi, ki je pripadala območjem glavnih mest Čangan in Luojang ter povzdignjenjem višjih menihov v tako imenovane Gong Džue 公爵.  Prav tako je v kraljevi tempelj prednikov  dala posvetiti sedem generacij prednikov družine Vu, vendar je še vedno darovala trem cesarjem dinastije Tang. 
Problem, s katerim se je soočala, je bilo vprašanje nasledstva. Ko je zasedla prestol, je Li Dana 李旦  oklicala za kronskega princa oziroma Čin Vang 亲王 in mu odobrila ime Vu. Vendar je uradnik Džang Džjafu 張嘉福 prepričal neplemiča Vang Čindžija 王慶之, da je sprožil peticijo in se zavzemal, da bi naziv kronskega princa moral preiti na cesaričinega nečaka Vu Čengsija 武承嗣 glede na to, da je bil pripadnik rodbine Vu. Cesarica se je sicer nagibala v to smer in dala tudi usmrtiti tri ministre, ki so bili odločno proti, ampak je navsezadnje zavrnila predlog, da naredi Vu Čengsija za kronskega princa. Medtem je dovolila Vang Čindžiju prost vstop v palačo, ki pa ni trajal dolgo, saj naj bi Vang cesarico razjezil s prepogostimi obiski zato je uradniku in ministru Li Džaodeju 李昭德 naročila naj ga pretepejo. Li je to izkoristil in ga dal pretepsti do smrti ter razpustil zagovornike peticije. Nato je še prepričal cesarico naj Li Dana obdrži kot kronskega princa z argumentom, da ji je sin bližji kot nečak. Kmalu zatem cesarica na Li Džaodejevo pobudo razreši Vu Čengsija s položaja ministra, ker naj bi postajal premočan. Vu Čengsija obdari z mnogo častnimi naslovi, ki pa so brez prave avtoritete.
Medtem je nekaj ministrov in uradnikov, ki so imeli v lasti peticijo kovalo zaroto in hotelo, da se peticija uresniči, kar odkrije uradnik tajne policije Laj Džunčen 來俊臣. Zarotniki v zadnjem trenutku skrijejo peticijo in si izprosijo milost pri cesarici, ki jih ne da usmrtiti, ampak zgolj izgnati. Po tem dogodku se je, zlasti na Li Džaodejevo pobudo, močno zmanjšalo število politično motiviranih umorov, čeprav ne popolnoma.
Leta 693 je zaupna cesaričina dama v čakanju  Vei Tuaner 韋團兒, ki je sovražila Li Dana , po krivem obtožila njegovo ženo kronsko princeso Lju 劉皇后čarovništva in Vu Dzetjan jo je dala usmrtiti. Vei je z obtožbami hotela še dlje, vendar je nekdo ovadil njo in tako je bila usmrčena. Cesarica je vseeno degradirala Li Danove sinove in usmrtila dva uradnika, ki naj bi se skrivno sestajala z Li Danom ter nadalje prepovedala srečanja uradnikov z Li Danom. Nato se pojavijo obtožbe, da naj bi Li Dan koval zaroto proti cesarici zato Laj Džunčen sproži preiskavo, v kateri aretira in muči Li Danove služabnike na izjemno krut način. Eden od služabnikov kljub razparanemu trebuhu zagovarja nedolžnost svojega gospodarja in cesarica zato ustavi preiskavo ter tako reši Li Dana.
Potem, ko je bil Vu Čengsi odstranjen, je Li Džaode postajal vse močnejši zato ga je cesarica leta 694 odstavila. Približno ob tem času jo močno navdušijo tri osebe, in sicer puščavnik Vej Šifang 韋什方, kateremu je za kratek čas podarila naziv ministra, budistična nuna, ki je trdila, da je sam Buda in vidi v prihodnost ter stari mož nehanske narodnosti, ki naj bi bil star 500 let. Kakorkoli, leta 695 je cesaričin nekdanji ljubimec Huaji 懷義 požgal Kraljevo konferenčno dvorano Mingtang 明堂 in Nebeško dvorano Tjantang 天堂, ker je bil ljubosumen na sedanjega ljubimca, kraljevega zdravnika. Cesarica je bila jezna, ker te tri osebe niso znale napovedati požiga zato je nuno in njene učenke zasužnjila, Vej Šifang je storil samomor, stari mož nehanske narodnosti pa je zbežal. Usmrtiti pa je dala tudi Huaijija. Po tem dogodku se ni več toliko zanimala za misticizem in se je še bolj zavzemala za državne zadeve.

### Srednja vlada
Vu Dzetjanina administracija pa je kmalu zašla v različne težave na zahodni in severni meji. Spomladi leta 696 je poslala vojsko pod vodstvom generalov Vang Šiaodžjeja 王孝傑i n Lou Šideja 婁師德 proti ljudstvu Tufan. Cesaričina vojska je bila poražena in cesarica je Vanga ponižala v neplemiča, Lou Šideja pa v prefekturnega uradnika nižjega ranga. Kasneje je obema obnovila položaj generalov.
Poleti leta 696 se pojavi mnogo resnejša grožnja. Kitanska Čidan 契丹 poglavarja Li Džindžong 李盡忠 in Sun Vanrong 孫萬榮 sta bila nezadovoljna z ravnanjem prefekta prefekture Jing 營州 Džao Venhuijem 趙文翽 s kitanskim ljudstvom. Poglavarja se upreta in Li prevzame naslov Vušang khan 無上可汗, kar dobesedno pomeni »kan, ki nima nadrejenega«. Vojsko, ki jo je poslala Vu Dzetjan, so porazile kitanske sile in v zameno še napadle ozemlje Džov. Medtem je kan Vzhodnih Turkov Tudžue 突厥 ponujal podreditev, vendar še vedno hkrati napadal ozemlja Kitanov in dinastije Džov. Vzhodni Turki so napadli kitansko bazo operacij in ugrabili družine poglavarjev, kar je za nekaj časa zaustavilo napade Kitanov na območja dinastije Džov. Poglavar Sun prevzame položaj kana, reorganizira kitanske sile in zopet napade ozemlje dinastije Džov in precej zmaguje v bitkah z vojsko dinastije Džov. Vu Dzetjan se hoče s kaganom Vzhodnih Turkov pogoditi za mir in sicer za precej visoke pogoje. Morala je vrniti vse pripadnike turškega plemena, ki so se že pokorili dinastiji Džov in morala jih je oskrbeti s semeni, svilo, orodjem in železom. Poleti leta 697 turški kan še enkrat napade kitansko bazo, ubije Suna in tako zaenkrat konča kitansko nevarnost.
Medtem je Laj Džunčen, ki je vmes že izgubil svojo moč, a si jo zopet pridobil, po krivem obtožil Li Džaodeja raznih kriminalnih dejanj. Načrtoval je še lažno obtožiti izdaje Li Dana, Li Džeja 李哲, princeso Tajping Tajping Gongdžu 太平公主. Princesa Tajping je reagirala prva in Laja obtožila zločinov, ki so ga nato skupaj z Li Džaodejem usmrtili. Po smrti Laja se je vlada tajne policije hitro končala in mnogo žrtev in uradnikov so postopoma posmrtno oprostili. Med tem časom se je cesarica zapletla še z dvema novima ljubimcema, ki jih je počastila znotraj palače in jih postavila za kneza oz. Gong Džue  公爵.
Okrog leta 698 sta cesaričina nečaka Vu Čengsi in Vu Sansi 武三思 ponovno poskušala preko uradnikov prepričati cesarico naj nekoga od njiju naredi za kronskega princa, zopet z argumentom, da bi cesar oziroma cesarica moral prenesti prestol na nekoga iz iste rodbine. Zaupni cesaričin minister Di Rendžje 狄仁傑 pa je bil močno proti in je predlagal naj iz izgona pokličejo Li Džeja in ga naredijo za kronskega princa. Predlog podpreta še dva ministra in osebni cesaričin svetovalec Dži Šu 吉頊. Cesarica se je strinjala in spomladi leta 698 poklicala Li Džeja, ga naredila za kronskega princa ter ga poimenovala Li Šjan 李賢.
Medtem je, kar se tiče mirovnega sporazuma z Vzhodnimi Turki, cesarica poslala svojega pranečaka Vu Janšuija Vzhodnim Turkom, da bi se poročil s hčerko tamkajšnjega kagana in tako zapečatil sporazum. Kagan pa ni imel namena utrditi sporazuma s poroko, ampak je Vu Janšuija celo zadržal kot talca in sprožil velik napad na ozemlje dinastije Džov ter napredoval do prefekture Džao 趙州. Leta 699 je prenehala nevarnost na meji z ljudstvom Tufan. Kralj Ljudstva Tufan je postajal nezadovoljen z naraščajočim monopolom Lun Činlinga 論欽陵  zato je izkoristil njegovo odsotnost in poklal Lun Činlingove sodelavce. Potem je še porazil Luna v bitki in Lun je storil samomor. Lunov sin Lun Gongren 論弓仁 se je predal oblastem dinastije Džov. V državi Tufan je kar nekaj let trajala precejšna zmeda, kar je pomenilo mir na meji za dinastijo Džov.
Vu Dzetjan se je pričela zavedati, da se stara in se je bala, da po njeni smrti Li Šjan in princi rodbine Vu ne bodo mogli skleniti miru zato je leta 699 Li Šjana, Li Dana, princeso Tajping, njenega drugega moža Vu Joudžija 武攸暨 in ostale rodbinske prince med sabo spravila s prisego.

### Pozna vlada
Medtem ko se je Vu Dzetjan starala, sta ministra brata Džang Jidži 張易之 in Džang Čangdzong 張昌宗 postajala vse močnejša in so se jima podrejali celo princi rodbine Vu. Cesarica se je tudi vse močneje zanašala nanju v zadevah države in ureditve. O tem so skrivaj diskutirali in kritizirali cesaričin vnuk Li Čongrun 李重潤, vnukinja Li Šjanhui 李仙蕙in njen mož Vu Jandži 武延基, cesaričin pranečak in Vu Čengsijev sin. Nekako se je za te skrivne debate razvedelo in Džang Jidži je o tem poročal cesarici, ki je prisilila trojico v samomor.
Kljub cesaričini pozni starosti, se je še vedno zanimala za odkrivanje nadarjenih uradnikov in njihovo napredovanje. Med posamezniki, ki jim je omogočila napredovanje v pozni letih sta tudi Cui Šuanvej 崔玄暐 in Džang Džjadžen 張嘉貞.
V letu 703 sta brata Džang začela zavračati Vej Juandžonga 魏元忠, ki je bil do sedaj višji minister, ker je zavrnil napredovanje še dveh bratov Džang, Džang Čangjija 張昌儀 in Džang Čangčija 張昌期. Bala sta se tudi, da ko bo Vu Dzetjan umrla, bo Vej že našel način, kako jih usmrtiti. Zato sta Veja in Gao Džijana 高戩, uradnika, ki ga je odobravala princesa Tajping, obtožila sumničavosti in ugibanj o cesaričini starosti in smrti. Brata Džang sta najprej dosegla, da je Vejev podrejeni Džang Šuo 張說 potrdil obtožbe, vendar je Džang Šuo pred cesarico priznal, da sta ga v lažno pričevanje prisilila brata Džang. Kot rezultat so Vej, Gao in Džang Shuo ušli smrti, ampak so bili izgnani.

### Odstranitev in smrt
Jeseni leta 704 so se začele širiti obtožbe o korupciji med vsemi brati Džang, tudi Džang Tongšjujem 張同休. Džang Tongšui in Džang Čangji sta bila degradirana. Kljub temu, da sta se uradnika Li Čengdžija 李承嘉 in Huan Janfan 桓彥範 zahtevala odstranitev bratov Džang Jidžija in Džang Čangdzonga, je cesarica upoštevala mnenje ministra Jang Dzajsija 楊再思 in jih ni odstranila. Posledično je minister Vej Anši obtožbe o korupciji proti bratoma Džang obnovil.
Pozimi leta 704 je cesarica močno zbolela in samo brata Džang sta jo lahko obiskovala, ministri pa ne. To je dvignilo sum, da se hočeta polastiti prestola in sledila je vrsta obtožb o izdaji. Ko se je cesarici zdravje popravilo, je Cui Šuanvej hotel izposlovati, da bi jo lahko obiskovala samo Li Šjan in Li Dan, ampak je predlog zavrnila. Huan in Song Džing 宋璟 sta še naprej obtoževala brate Džang izdaje zato je Vu Dzetjan Songu dovolila preiskavo, ampak preden jo je uspel dokončati je že vložila zahtevo za oprostitev Džang Jidžija in tako iztirjala Songovo preiskavo.
Do spomladi leta 705 je cesarica zopet resno zbolela. Caj in Huan sta še z nekaterimi drugimi uradniki načrtovala usmrtitev bratov Džang. V zaroto so prepričali še generale Li Duodzuoja 李多祚, Li Dana 李湛  in Jang Juanjana  楊元琰 ter še enega ministra Jao Juandžija 姚元之. S strinjanjem Li Šjana so tako 20. februarja ubili brata Džang in obkolili dvorano Čangšeng 長生殿, kjer je rezidirala Vu Dzetjan. Poročali so ji, da sta bila brata Džang usmrčena zaradi izdaje nato pa so jo prisilili, da je predala prestol Li Šjanu. 21. februarja je bil izdan edikt v njenem imenu o Li Šjanu kot regentu, naslednji dan, 22. februarja, pa je bil izdan še en edikt v njenem imenu, kako predaja prestol Li Šjanu. Li Šjan je uradno zavzel prestol 23. februarja in naslednji dan je bila Vu Dzetjan v spremstvu močne straže prenešena v podeželsko palačo Šanjang 上陽宮. Vseeno pa je bila počaščena z nazivom Vladajoča cesarica Dzetjan Dašeng 則天大聖皇帝. Dinastija Tang je bila tako obnovljena 3. marca in s tem končala Drugo dinastijo Džov. Vu Dzetjan je umrla 16. decembra 705 in ni več imela naziva cesarja, ampak je z zadnjim ediktom v njenem imenu postala Cesarica Dzetjan Dašeng 則天大聖皇后. Leta 706 je Vu Dzetjanin sin, cesar Džongdzong, združil cesarico z njenim možem Gaodzongom v skupnem pogrebu pri Čjanlingu  blizu prestolnice Čangan na gori Ljang. Cesar je dal v tej grobnici pokopati tudi brata Li Šjana, sina Li Čongruna in hčerko Li Šjanhui, ki so padli kot žrtve Vu Dzetjanine jeze.
Čeprav Druga dinastija Džov ni trajala dolgo, nekateri zgodovinarji menijo, da se rezultati v kasnejši dinastiji Tang kažejo predvsem v večji enakosti med spoloma.